# Rajmohan Gandhi

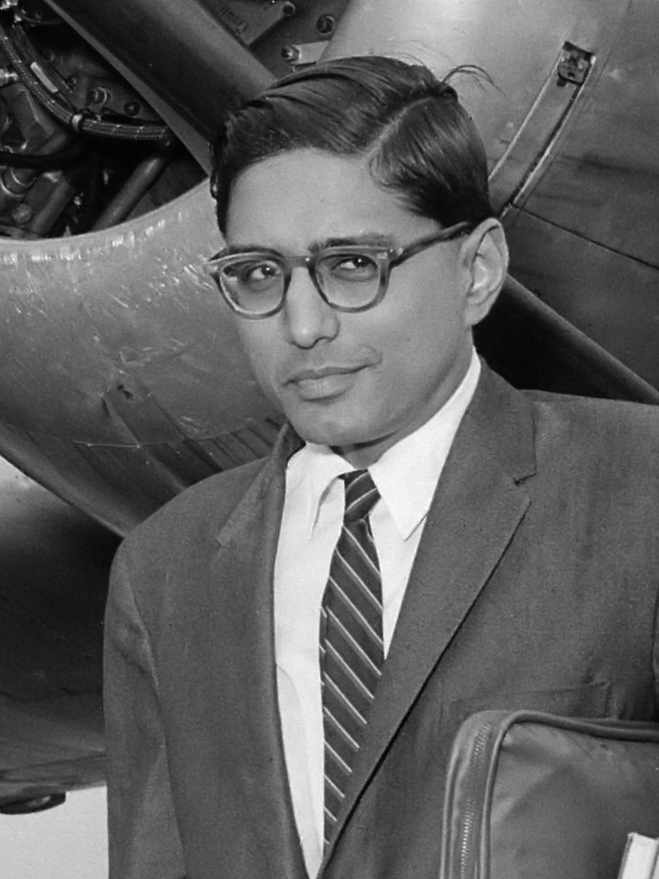
Rajmohan Gandhi (1960)

Rajmohan Gandhi (* 1935 in Neu-Delhi) ist ein indischer Journalist, Autor, Politiker und Professor. Er ist ein Enkel von Mahatma Gandhi.

## Familie
Rajmohan Gandhi ist der älteste von vier Söhnen des renommierten indischen Journalisten und Herausgeber der Hindustan Times Devdas Gandhi, dem vierten Sohn von Mahatma Gandhi, und Laxmiben Gandhi, der Tochter von C. Rajagopalachari, Freiheitskämpfer und erster Generalgouverneur des unabhängigen Indiens.
Sein Bruder Gopalkrishna Gandhi war 2004 bis 2009 Gouverneur von Westbengalen. Sein Bruder Ramchandra Gandhi war ein bekannter Philosoph, Autor und Professor.

## Leben
Rajmohan Gandhi ist Journalist und Politiker. Er ist Professor am Centre for Policy Studies in Neu-Delhi und hat viel über die indische Unabhängigkeitsbewegung und ihre Führer, die Indisch-Pakistanischen Beziehungen, Menschenrechte und Konfliktlösungen geschrieben.
Er hielt Vorlesungen als Gastprofessor in den Vereinigten Staaten und Japan. Ehrendoktorwürden erhielt er von Universitäten in Kanada, Japan und Kirgisistan. Rajmohan Gandhi war gewähltes Mitglied im Oberhaus des indischen Parlaments und führte die indische Regierungsdelegation zum jährlichen Treffen der UN-Menschenrechtskommission in Genf.
Die von ihm verfasste Biografie seines weltberühmten Großvaters „The Good Boatman: A Portrait of Gandhi“ wurde 1995 veröffentlicht, 1997 folgte die seines Großvaters mütterlicherseits – langjähriger Mitstreiter des ersteren: „Rajaji: A Life of Chakravarti Rajagopalachari“.
Weitere seiner Werke befassen sich mit Vallabhbhai Patel, den Beziehungen zwischen Hindus und Moslems („Eight Lives: A Study of the Hindu-Muslim Encounter“) und der Geschichte Südasiens („Revenge and Reconciliation: Understanding South Asian History“)
Von 2000 bis 2012 gehörte er der Jury des Internationalen Nürnberger Menschenrechtspreises an.

## Schriften
- Eight lives: a study of the Hindu-Muslim encounter. State University of New York Press, Albany 1986, ISBN 0-88706-196-6.
- Understanding the Muslim mind. Penguin, Harmondsworth 1987, ISBN 0-14-010780-0.
- The Good Boatman: A Portrait of Gandhi. Viking, Neu-Delhi, New York 1995, ISBN 0-670-86822-1.
- Rajaji: a life. Penguin Books, Neu-Delhi, New York 1997, ISBN 0-14-026967-3.
- Revenge and reconciliation. Penguin Books, Neu-Delhi, New York 1999, ISBN 0-14-029045-1.
- Ghaffar Khan, nonviolent badshah of the Pakhtuns. Penguin Viking, Neu-Delhi, New York 2004, ISBN 0-670-05765-7.